# 泊水街道
泊水街道，是中华人民共和国四川省乐山市市中区曾经下辖的一个街道。

## 行政区划
泊水街道下辖以下地区：
较场坝社区、婺嫣街社区、县街社区、黄家山社区、白塔街社区和斑竹湾社区。